# Ситуационная комната (фотография)
«Ситуационная комната» (англ. Situation Room) — фотография, сделанная фотографом Белого дома Питом Соузой в ситуационной комнате Белого дома 1 мая 2011 года в 16:50.
На фотографии изображён президент США Барак Обама вместе с командой национальной безопасности, которая получает в прямом эфире информацию об операции «Копьё Нептуна», результатом которой стало убийство Усамы бен Ладена, лидера «Аль-Каиды». За столом сидят (слева направо): Джо Байден, Барак Обама, Маршалл Уэбб, Денис Макдоноу, Хиллари Клинтон, Роберт Гейтс.
Фотография получила широкую огласку после того, как стало известно о смерти бен Ладена. Телеканал CNN назвал её «фотографией на века», а журнал Time включил в список «The Most Influential Images of All Time».